# Molukkui pápaszemesmadár
A molukkui pápaszemesmadár (Zosterops chloris) a madarak osztályának verébalakúak (Passeriformes) rendjébe és a pápaszemesmadár-félék (Zosteropidae) családjába tartozó faj.

## Rendszerezése
A fajt Charles Lucien Jules Laurent Bonaparte francia természettudós írta le 1821-ben.

## Alfajai
- Zosterops chloris chloris Bonaparte, 1850
- Zosterops chloris flavissimus Hartert, 1903
- Zosterops chloris intermedius Wallace, 1864
- Zosterops chloris maxi Finsch, 1907
- Zosterops chloris mentoris Meise, 1952[2]

## Előfordulása
Indonézia szigetein honos. Természetes élőhelyei a szubtrópusi és trópusi síkvidéki esőerdők, mangroveerők, szavannák és cserjések, valamint szántóföldek, vidéki kertek és városi régiók. Állandó nem vonuló faj.

## Megjelenése
Testhossza 12 centiméter, testtömege 9-14 gramm.

## Természetvédelmi helyzete
Az elterjedési területe nagyon nagy, egyedszáma pedig stabil. A Természetvédelmi Világszövetség Vörös listáján nem fenyegetett fajként szerepel.